# BattleBlock Theater
Pour les articles homonymes, voir BBT.
BattleBlock Theater (BBT) est un jeu de plates-formes comique développé par The Behemoth et publié par Microsoft Studios pour la Xbox 360, Windows, et Linux. C'est le troisième titre venant de The Behemoth après Alien Hominid et Castle Crashers. Le jeu est sorti sur Xbox Live Arcade le 3 avril 2013.

## Histoire

### Narration
L'histoire du jeu est contée par un narrateur qui s'exprimera selon les actions du joueur (souvent pour se moquer) ou pendant des cinématiques. Ces cinématiques apparaissent en introduction et à la fin du jeu, ainsi qu'entre chaque chapitre. Les cinématiques présentent une narration théâtralisée, similaire au guignol, avec des marionnettes et des décors en carton sur fond de rideau rouge. Le narrateur s'adresse directement au(x) joueur(s) en critiquant sa façon d'appréhender le gameplay : s'il semble hésiter, chercher comment passer une énigme, s'il meurt une ou plusieurs fois, s'il réalise quelque chose de spectaculaire.

### Synopsis
Le joueur incarnera un personnage au hasard d'un groupe d'amis partis en mer sur le yacht de Hatty Hattington, le meilleur de tous les amis du monde. Le yacht est pris en pleine tempête et s'échoue sur une île, sur laquelle se trouve un théâtre habité par des chats de taille anormalement grande. Le groupe d'amis est fait prisonnier. Tandis qu'Hatty Hattington est forcé de revêtir un chapeau luisant écarlate, il devient le nouveau directeur du théâtre mais reste passif. Les prisonniers devront alors effectuer des parcours du combattant mortels dans le théâtre transformé une arène, pour le plaisir des chats. Le groupe d'amis tentera alors de survivre aux jeux, tout en créant une résistance en parallèle pour libérer Hattington et s'enfuir de l'île.

## Système de jeu
Battleblock Theater est un jeu de plateforme et puzzle-game en vue de côté. Il est possible de jouer en solo ou à deux joueurs. Lorsque les personnages meurent, ils sont directement renvoyés au début du niveau, sans passer par un écran de game over. Le jeu est organisé en 7 chapitres, chaque chapitre contient 12 niveaux et 1 niveau final. Tous ces niveaux s'apparentent à des parcours du combattant, sollicitant de la réactivité, de la réflexion chez le joueur, en plus de la coopération si deux joueurs sont dans la partie. Le joueur est confronté à des obstacles, des ennemis et des énigmes.
Le niveau final fait office de Boss, puisque le joueur devra venir à bout de deux segments chronométrés, au lieu d'un seul non chronométré. La réussite d'un niveau normal ne dépend pas du temps que le joueur mettra à le finir. Cependant, à la fin de chaque niveau, le joueur se voit attribuer une note en fonction de sa performance, s'il a collecté tous les objets contenus dans le niveau, s'il l'a fini suffisamment rapidement. Le joueur est donc invité à recommencer les niveaux pour obtenir tous les bonus liés à la performance attendue.
Il n'est nécessaire que de finir 9 niveaux et le niveau final (Boss) pour espérer passer au chapitre suivant. Pour finir un niveau, le joueur doit collecter un nombre d'émeraudes (variable d'un niveau à un autre) cachées ou difficile d'accès. Il peut également collecter des pelotes de laine, qui sont au nombre de une par niveau. Les émeraudes et les pelotes constitueront une sorte de monnaie dont le joueur pourra se servir dans une boutique. Il existe une boutique par niveau, mais les articles qui y sont proposés ne changent pas d'un niveau à l'autre. En effet, le joueur peut débloquer de nouvelles apparences en dépensant des émeraudes pour libérer des prisonniers et de nouvelles armes (des armes qui sont utilisées par les ennemis) en dépensant des pelotes auprès des chats pratiquant le marché noir. Ce qui permet de styliser les personnages joueurs en modifiant leur visage et leur forme.